# Schloss Mir

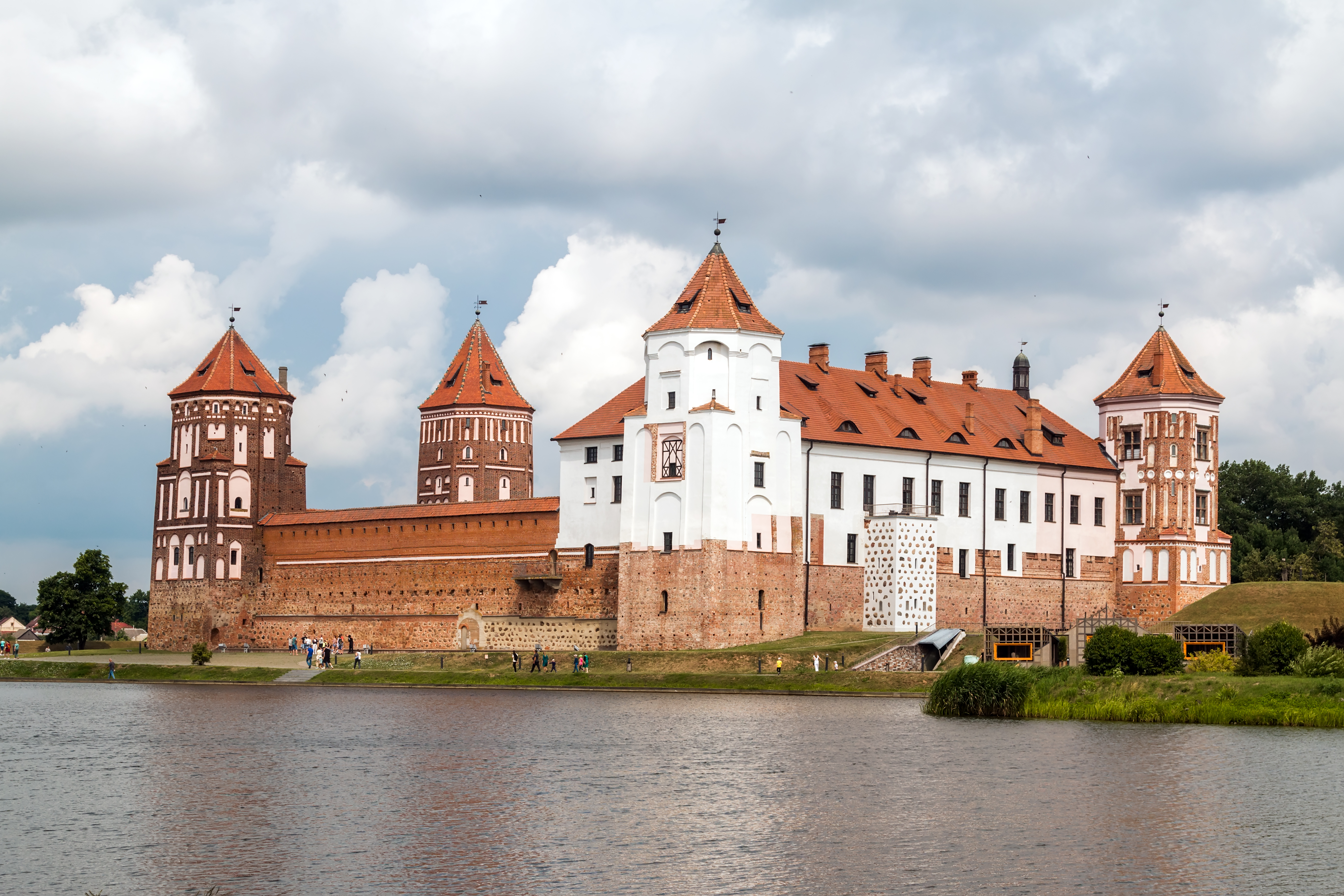
Schloss Mir

Das Schloss Mir (belarussisch Мірскі замак) ist ein aus dem 16. Jahrhundert stammendes Schloss auf dem Gebiet von Belarus nahe der Stadt Mir (Hrodsenskaja Woblasz).

## Geschichte
Das Schloss Mir wurde zwischen 1506 und 1510 von Herzog Juri Iljinitsch an der Stelle eines zuvor von Tataren niedergebrannten hölzernen Feudalschlosses errichtet. Nach dem Aussterben des Geschlechts der Iljinitsch im Jahr 1568 ging das Schloss an Mikołaj Krzysztof Radziwiłł, genannt „das Waisenkind“, über. Gegen Ende des 16. Jahrhunderts erhielt das Schloss eine dekorative Gestaltung im Renaissancestil und wurde mit einer Schutzmauer umgeben.
Im Laufe des 17. und 18. Jahrhunderts wurde das Schloss mehrfach geplündert, unter anderem 1655, 1705 und 1784, durch Kosaken, Schweden und Russen. Nach dem Tod von Dominik Hieronim Radziwiłł im Jahr 1813 fiel das Schloss an seine Tochter Stefania, die Ludwig zu Sayn-Wittgenstein-Berleburg heiratete. Später ging es an deren Tochter Maria über, die Fürst Chlodwig zu Hohenlohe-Schillingsfürst ehelichte.
1895 verkauften Maria und Chlodwigs Sohn Moritz zu Hohenlohe-Schillingsfürst das Schloss an den russischen General Nikolai Swjatopolk-Mirski (1833–1898), der mit der Rekonstruktion des Schlosses begann. Während des Zweiten Weltkriegs, im Jahr 1941, wurde das Schloss von den Deutschen besetzt und als Ghetto für die jüdische Bevölkerung vor deren Ermordung missbraucht.
Im Jahr 1980 begannen erneute Rekonstruktionsarbeiten am Schloss.

## Schlossgebäude
Das Schloss zählt seit dem Jahr 2000 zum Weltkulturerbe der UNESCO. Mit seinen gotischen, Renaissance- und Barockelementen ist es ein Beispiel der Magnatenarchitektur aus der Zeit der polnisch-litauischen Herrschaft. Fünf Backsteintürme prägen das Bild des Schlosses.
Im frühen 16. Jahrhundert wurde das Karree einer Zitadelle angelegt. Eine Schutzmauer sowie fünf Türme umgaben diese. Die Festung besitzt einen quadratischen Grundriss mit 75 Meter Seitenlänge. 1568 übernahm Fürst Radziwiłł die Festung. Sie wurde zu einer Adelsresidenz ausgebaut, indem ein aus zwei Gebäudeflügeln bestehender Wohnkomplex entlang der Innenmauer gebaut wurde.
Gewaltige Mauern und die Schießscharten zeugen vom Charakter als Wehranlage. Die verzierten Turmfassaden mit abwechselnd backsteinroten und weiß verputzten Feldern zeugen vom Selbstverständnis der hier residierenden Fürsten.